# 辛淑玉
辛 淑玉（シン スゴ、ハングル表記：신숙옥、日本名：新山 節子〈にいやま せつこ〉、1959年1月16日 - ）は、韓国人の人材育成コンサルタント、フリーライター、政治活動家。のりこえねっと共同代表、TRAI（Trans-pacific Research and Action Institute for the hisabetu-nikkei）東京代表。先住民族アイヌの権利回復を求める署名呼びかけ人。東京都渋谷区笹塚出身。

## 生い立ち
1959年1月16日、東京都 生まれの在日韓国人3世。父は在日韓国人2世の辛開星（シンゲソン/新山開一）、母は金癸仙（キムゲソン/金海桂子）。日本名（通名）は、「新山 節子（にいやま せつこ）」を名乗っていた。「4歳の頃、『朝鮮人は幼稚園に入園できない』と拒絶されたことを契機に、自身を朝鮮人であると強く自覚するようになった」という。　
本人の自伝『せっちゃんのごちそう』によれば、収入を得るため、小学校2年の時から内職をし、小学校4年からはヤクルト販売の仕事に従事していた。
小学校3年時に朝鮮学校に転校するまでは日本の小学校に通っていた。8歳の頃に近所の店で駄菓子を万引きした際、定期券に書かれていた朝鮮名が店主にバレたため、朝鮮系への偏見が広まることを恐れ「日本名にしておけばよかった。今度からは日本名でやる」と思ったと語っている
辛は父母が預けるために様々な彼らの親戚の家を転々とした。この時代について、辛は叔父たち親戚が贅沢品を食べている隣室で食事をもらえずに放置されていたとし、当時のことを「惨めだった。」と振り返っている。
朝鮮学校への転校以後
辛は小学校三年生からの朝鮮学校時代が最も不登校であったと語っている。父親は韓国籍 であるが、小学校3年のときに朝鮮総聯活動家の「朝鮮学校は、貧しい人にはちゃんと昼食を支給します」の言葉を信じ、朝鮮学校に転校した。しかし、朝鮮学校では「非朝鮮学校からの転校者」は「敵国から来た」と考えられていたことで一番の激しいいじめの対象となり、「思想的に問題がある」と叩かれた。特に朝鮮語が話せなかった辛は「総括」の時間に、先生が「今日、日本語を話した人」と聞くと同級生らが、辛が日本語を使う度に毎日と糾弾・密告した。密告を受けた朝鮮人先生からは日本語を使ったことを知られる度に暴行を受けていた。
そして、朝鮮学校では半日本人(の在日)を意味する蔑称である「パンチョッパリ」と呼ばれ、"総括"と呼ばれる反省会の場で毎日のように自己批判をさせられた。朝鮮学校教師から面白半分で指示されたキムという男子生徒による蹴りによって、一回目の椎間板ヘルニアになった。後に放逐されるまで通い出すものの、これをきっかけに、本格的な朝鮮学校への不登校となった。このように朝鮮学校における暴力被害で「殺される」という恐怖までいかないと、朝鮮学校に通わないということができなかったと語っている。不登校になっても親には何も言われなかったことについて、辛は朝鮮民族の信じる儒教では「女が学問を積む必要はない」と考えられているために、女の自分は学校に行かなくても勉強しなくても怒られたことがなかったと解説している。
その後に辛はジーパン(北朝鮮の敵国アメリカ合衆国発祥の服)を穿いていたというだけで暴行された。この時の暴行で辛はヘルニアを患っている。弟も朝鮮学校関係者によって、意識喪失する程の暴行を受けている。朝鮮学校への登校拒否について伝えたが聞く耳をもたなかった父親は、「相手方の意見を聞くという」という姿勢のみで、担任の朝鮮学校教師には話を聞き、学校側の「あの子はウソつきだ」との主張を信じた。また幸いにも意識が取り戻した弟からも彼からも朝鮮学校内で「何が行われているのか」を聞くことはなく、父親は一切を知ろうとしなかったという。淑玉は父の人物評について、相手の話を聞く「リベラルのような振る舞い」をすると批判している。
「革命キャンプ」未参加による暴行放逐後
中学2年のとき、朝鮮学校で夏の遠足「革命キャンプ」の費用が家庭の経済的な原因で支払えなかったため、朝鮮籍の教師たちに暴行を受けた上で放逐された。そのため、日本人が通う杉並区立泉南中学校に転校した。転校した中学では、「朝鮮学校から来た生徒」と特別な目で見られた。朝鮮学校で使われない日本の学校用語がわからず、ホームルーム、公民、ラジオ体操などを知らないため、無知扱いの目で見られていた。そのため、転校先の中学校では日本人の子どもに「おい日本人の男って小食なんだって。」と言って睨みながらスープを垂らすなどの嫌がらせを行っていたが、これは日本人からのいじめを未然に防ぐためであり、「威嚇行為であった」と語っている。弟は朝鮮学校での過酷な暴行を受けたことをきっかけに、14歳で家出した。そのため、淑玉は暫く連絡が弟と取れなかった。

### モデル活動以後
中学生の頃、美容室のヘアモデルで収入を得たのをきっかけに、ヘアショーにも出るようになった。泉南中学校卒業後は東京都立第一商業高等学校に入学し、在学中は新宿区の焼肉料理店「名月館」などでアルバイトをして学費と生活費を稼ぎながら、代々木ゼミナールと代々木学院に通学したという。
17歳で銀座のモデルクラブに所属し、翌年映画のエキストラ出演で知り合った「DJ」に音楽の仕事を紹介してもらい、しばらくモデルと兼業した。20歳の時、博報堂で契約社員（特別宣伝班）となるが、夜間はアルバイトを続けた。1983年頃にフリーランスの広告業者として独立。この頃から、本名（辛淑玉）を名乗るようになった。1985年、人材育成会社（株）香科舎を設立。

### 週刊金曜日編集委員抜擢以後
2000年から、親交のある永六輔の誘いで『週刊金曜日』編集委員を務めるようになった。しかし、2001年6月に性的少数者（LGBT）である男性同性愛者（ゲイ）を取り扱った記事における「オカマ」という言葉についてホモフォビア表現だとして批判してきた一部のスタッフと対立した。そのことが直接の原因となって、同年に編集委員を辞任した。
2000年、 石原慎太郎東京都知事（当時）の「三国人発言」を受け、初めて立ち上げた社会運動団体 『石原やめろネットワーク』で共同代表に就任。団体として記者会見や抗議活動などを行った。また2001年3月5日から3月9日まで開かれた国連人種差別撤廃委員会に参加した。その委員会の集まりにおいて、石原「三国人」発言だけでなく「在日コリアンが日本人社会においてさまざまな人種差別に遭い、被害を受けた」と訴えた。同年6月、同委員会は日本政府に対して「高位の公務員の差別的な発言」についての言及に続けて「本条約（注：人種差別撤廃条約のこと）第7条に従い、人種差別につながる偏見と戦うとの観点から、特に公務員、法執行官、及び行政官に対し、適切な訓練を施すよう要求する」ことを含む勧告を採択した。その原因は、その委員会において、日本人は在日コリアン（主に子どもや児童・生徒）に対して暴力を振るう、人種差別的な人たちであると考える人に賛同するロビイストが多くなったためである。
2003年、反差別・反ファシズム闘争が評価され、多田謡子反権力人権賞を受賞する。韓国挺身隊問題対策協議会（挺対協）が推進する「戦争と女性の人権博物館（通称：従軍慰安婦博物館）」日本建設委員会の呼びかけ人となる 。
2008年3月18日、恒久平和のために真相究明法の成立を目指す議員連盟（会長：鳩山由紀夫）に招かれて講演。日本では血のつながりが重視されるあまり在日韓国・朝鮮人を差別、排除する傾向があり、在日コリアンに日本への所属意識が生まれないと述べた。
2009年11月18日、日本軍慰安婦問題の立法解決を求める緊急120万人署名の賛同人になる 。
2014年東京都知事選挙で、宇都宮健児候補を応援した。結果は、宇都宮は得票数2位で落選。自由民主党と公明党推薦の舛添要一元参議院議員（厚生労働大臣歴任）が当選した。
2017年1月2日に放送されたTOKYO MXテレビの『ニュース女子』において、「番組内で人権名誉を傷つけられた」として、放送局に対し、同番組内での訂正放送と謝罪、同放送局の報道番組での検証結果の報告、再発防止策の公表などを求め、同時に放送倫理・番組向上機構（BPO）に対しても審議を申し立てた。2018年3月にBPOの放送人権委員会は申立て内容について「人権侵害が成立する」と認定した上で、MXに「再発防止の努力」を勧告し、MX側は社長を筆頭に辛淑玉に謝罪した。

また2018年には番組を制作したDHCテレビジョンなどを名誉毀損で提訴し、2021年9月の地裁判決で勝訴した。
2017年には、辛が行ったBPO審議申し立てに対し、ニュース女子から取材を受けて番組に登場していた「琉球新報、沖縄タイムスを正す県民・国民の会」代表運営委員の我那覇真子ら3名が、同年2月13日付で公開質問ならびに公開討論を申し入れを送り付けた。我那覇らはケント・ギルバート、杉田水脈らと共に2月24日に記者会見を開き、回答期限とした2月22日までに回答が届かなかったことを明らかにした。この申し入れ状について辛自身は、同年4月4日に埼玉県さいたま市での公演において「読んでいません。私、忙しいから時間がない」などと述べ、公開討論に応じない意向を示した。
2017年10月22日投開票の第48回衆議院議員総選挙では、現職候補であった日本共産党の池内さおりを「日本の希望」と評して支援を行ったが、池内は小選挙区で落選し、比例復活もできず議席を失った。
2017年12月1日、ハインリッヒ・ハイネ大学デュッセルドルフ日本研究所にて客員研究員。
2018年から、ドイツ・デュッセルドルフ（ドイツ国内で最大の在留日本人コミュニティがある都市）に移住。
2019年11月17日、日本に一時移住（再入国）、以後は東京都世田谷区在住。

## 活動

### 石原慎太郎東京都知事「三国人」発言への抗議
石原慎太郎東京都知事の在日朝鮮人に対する差別発言を糾弾し、在日朝鮮人に対する特例入管法に関する差別的認識不足を糾弾した。

### 反ヘイトスピーチ市民運動団体「のりこえねっと」設立
2013年9月に、「在日朝鮮人入管特例法により、在日朝鮮人が特権を受けている」といった所謂「在日特権」と呼ばれる誤った認識を正し、日本のヘイトスピーチを根絶することを目的として、反ヘイトスピーチ市民運動団体「のりこえねっと」を設立した。

### 国会包囲デモ参加
しんぶん赤旗で、2015年1月17日に国会ヒューマンチェーン「女の平和」と題し、国会議事堂を赤い服を着た人間の鎖で包囲するとして、吉良佳子（日本共産党参議院議員）、横湯園子（元中央大学教授）、雨宮処凛（反貧困活動家）、藤原真由美（文藝春秋憲法問題対策本部副本部長）､坂本洋子（ｍネット･民法改正情報ネットワーク理事長）らとともに、安倍晋三首相（第3次安倍内閣）に「レッドカード」を突きつけるデモに参加することが報じられている。

### クルド人難民支援活動
市民団体「おんな組いのち」の世話人として、在留資格のない状態にあるクルド人2家族の難民認定を日本政府に求める活動を行っている。辛は日本労働組合総連合会東京都連合会、情報労連東京都協議会、東京交通労働組合、東京地下鉄労働組合、自治労東京都本部、東京都公立学校教職員組合、東急観光労働組合、全水道東京水道労働組合などに呼びかけ、約2万人分の署名を集めた。この署名は、クルド人の難民認定を求める社会的関心を高めることを目的としている。
2011年4月16日に開催された「移民と国境」のシンポジウムで、辛は政治家にクルド難民支援を求めたが十分な支援が得られなかったと述べ、その後、政治家のパーティー券を購入し、クルド難民2名の支援につながったと発言している。この際、辛は「自分のクルドの友達を金で買うと思った」と述べている。

## 人物
- ワイドショー番組を嫌っている。テレビ番組で「私はワイドショーが嫌いです」と発言したことがある[40]。辛はワイドショー番組を「人のプライバシーを覗き見する下品な番組」と軽蔑する発言をしていた。ワイドショー番組への皮肉をこめて永とNHK衛星放送の「夢でワイドショー 永六輔の芸能ジャーナル」をプロデュースし出演していた。
- 朝鮮総連や朝鮮学校について、「月謝免除や給食の充実」した民族学校という虚偽の宣伝で集客した虚構の理想郷と批判し、実際は北朝鮮の支部として機能していて、自身のような彼らに従順でない者には暴行していたこと、朝鮮学校関係者の暴行で自身が二度も椎間板ヘルニアになったことを著書「鬼哭啾啾: 「楽園」に帰還した私の家族」にて明かしている[16]。更に辛によると、朝鮮学校では在席学生らに「朝鮮籍」かを確認する国籍調査(故郷調査)が定期的に行われ、「裏切り」としている韓国籍取得者、日本籍の朝鮮学校生は把握されて肩身の狭い思いをしていた[41]。
- 朝鮮学校では辛のような日本の学校からの転校者は敵国から来た者として、いじめの対象、生活総和対象や思想問題者とされた。朝鮮学校では金日成や北朝鮮の考え方を賛美・丸暗記する在日朝鮮人が優秀扱いされており、みんな同じような感じであったと語っている。そして、「殺される」と思った暴力被害事件以降に朝鮮学校不登校になったと語っている[14]。
- 在日本大韓民国民団の機関紙「民団新聞」によると、「のりこえねっと発足後にFacebookの友達リクエストが1600人以上に増え、在日のアクセスが多い」と述べている[2]。
- 愛国心について、 「私は（国籍を持つ）韓国に対しても、共和国（北朝鮮）に対しても、（生まれ育ったふるさとである）日本に対しても、愛国心とかは一切微塵も持っていない。国家という存在は私にとって苦しめ痛めつけられるものでしかなく、幸せに導いてくれるようなことは何もなかった。国を愛する心よりも、人を愛する心を持ってほしい。」と語っている。
- 在日朝鮮人の帰還事業で北朝鮮（朝鮮民主主義人民共和国）に移住した親族への生活費の仕送りが嫌になっていた。そのため、親族が全員死亡した際に「これで北朝鮮と縁が切れた」と思い、「本当に嬉しかった」と発言している[42]。

## 批判
- 前田日明（元在日韓国人、1984年に帰化・日本国籍取得）は、「名前を出して悪いんだけど、辛淑玉さんなんか見てると、情けなくなってくる。『差別された』とか、『日本は加害者だ』とか言うだけで、それだけ叫び続けて一生を送るのかなと思うと、とても俺は共感できない。」と批判した[43]。
- 鄭大均（韓国系日本人）は、金嬉老事件における辛の発言を引き合いに出して「メディアに登場する在日のなかで、姜尚中と辛淑玉ほど違和感を覚える人間はいない。辛淑玉に関して言えばその歯に衣着せぬ語り口はいいのだが、思いつきやデタラメが多すぎるのではないか」「在日コリアンの被害者性という現実的であるかもしれないが非現実的であるかもしれない状況に、自己を憑依してものを語る傾向がある」「辛淑玉の一見奔放な語り口が、驚くほど古風な被害者的立場や対抗主義的立場との見事な整合性を維持している」と批判した[44]。
- 山際澄夫は、朝日新聞で辛が特定秘密保護法は外国人差別を増長させる危険性があると述べたことに対して「あえて言うのもばかばかしいくらいだが、特定秘密保護法は公務員や機密にかかわる職務の人間の秘密漏洩防止が目的であり、外国人差別が目的ではない」と反論し、「『朝日文化人』のデマと妄想」と批判した[45]。

## 発言
北朝鮮による日本人拉致について
- 「仮に北が日本人を拉致したとしても日本人は批判できるだろうか。戦争中、膨大な数の朝鮮人を国家の名の下に拉致した歴史的な事実がある。いまなぜ日本に多くの朝鮮人がいるか考えてみてほしい。自国の歴史を忘れた発言が多すぎる」[46]
- 「北が日本人女性を拉致したというのはウソだと思う。工作員教育係なら在日同胞を使えばすむからだ」[47]
- 「日本人が北朝鮮による拉致事件に政治的に飛びついたのは、長年、国家と一体となった加害者として糾弾されてきたことに疲れたからだと私は見ています。初めて堂々と「被害者になれる」チャンスがめぐってきたのがあの拉致事件でした」[48]

天皇制（天皇・皇室）について
- 「最近、あちこちで文句を言うと、『出てけ』とか『帰れ』と言われる。『ハイわかりました。朝鮮人はみんな帰ります。天皇つれて帰ります』と言ってやる。だけど、アイツ働かないからな（笑い）」[49]
- 北朝鮮の金王朝3代（金日成・金正日・金正恩）による世襲体制を日本の皇室になぞらえ[50]、「天皇制が差別的制度であり、日本国憲法第1章を廃止すべき（君主制廃止論）」と主張している。

在日韓国・朝鮮人について
- 辛が支持する女性の国会議員である辻元清美と福島瑞穂について、自分と同様に「朝鮮人で女だから叩かれる」という主旨の発言をしている[51]。
- 「（大晦日の恒例テレビ番組である）NHKの紅白歌合戦が始まると、親戚の叔父たちが私を呼んでくれる。その時だけは台所の仕事から解放されて、テレビを見ることができた。『おい、セツ子（辛淑玉の日本名）、見てみろ見てみろ。こいつは朝鮮人だぞ、こいつは朝鮮人、こいつの家はパチンコ屋、こいつの家は焼肉屋、こいつは総連系で、こいつは民団で、こいつは山口の××出身で済州島なんだ、こいつの弟は算数が5点で、その嫁さんは・・・・』と、延々と『在日のワイドショー』が続く。当時、私にとっての紅白歌合戦は、年に一度の『チョウセンジン』の数を数えるイベントであり、一度も日本人の数を下回ったことがない」[52]
- 「われわれマイノリティーは今、なんの保護もない「奴隷」なんですよ」[53]
- 「不法滞在と言うのは凶悪犯罪ではない。信号無視程度の人」[54]
- 「凶悪犯の検挙人数は、東京都全体で978人で、来日外国人は109人と全体の11.2％。9割近くは日本人の犯罪だ」[54]
- 福島瑞穂が自身の在日疑惑を否定する記者会見をしたことに関して、「国籍をこえて一緒に闘ってきたはずの仲間から『あなたたちと私は別』と言われたように感じた」と発言した[55]。

のりこえねっと結成目的について
- 「売られたケンカを買う」[2]
- 「敵はでかいので、広範囲に抵抗していきたい。」[2]
- 「いままでは表現の自由との関連でなにもできなかった。今後は体を張って『それは違うんだ』と言い続けていく」[2]

「在日特権」について
- 「在日韓国人が獲得した数々の権利のほとんどは、日本政府から一方的に与えられたものではない。1世中心の過去の民団が、長い年月をかけて理論整備をし、法的・人的連携を各地域で地道に構築した結果として得たものだ」[56]
- 「のりこえねっとで在日韓国人への日本の公民権運動を行う」[57]

本邦外出身者に対する不当な差別的言動の解消に向けた取組の推進に関する法律（いわゆる反ヘイトスピーチ法）について
- 「保護の対象が限定されるなど十分ではない。ヘイトの被害は米軍基地に反対する沖縄の人々にまで及ぶ。」[3]。
- 「反ヘイト法ができました。一歩前進するかな、と期待したんですが、全く変わらない。罰則がない。増えたのは、これを作ったことへの逆ギレですよね」[58]

ニュース女子の沖縄県東村高江のヘリパッド建設工事反対デモ報道について
- 2017年1月に「地上波でヘイトを垂れ流した『ニュース女子』」と題し、「見ていて、こみ上げる怒りを抑えるのがこれほど難しかった経験はかつてなかった。胃液があがってきて、何度も吐いた。その後も、何気ない会話の中で突然涙が出てきたり、幾日も眠れぬ夜を過ごし、やっと眠れたと思えば悪夢にうなされた。私が、この番組の放つ悪意に冷静に向き合えるようになるまでには、時間が必要だった」、「この番組は、「まつろわぬ（服従しない）者ども」を社会から抹殺するために、悪意をもって作られ、確信犯的に放送されたのだ」、「為政者にとって、自分になびかない者の存在は、自らの優越性を否定されるため最も憎い存在であり、だから国家体制を批判する者には「非国民」のレッテルを貼り、他の国民が寄ってたかって攻撃するよう仕向ける。その手先としてメディアを使う」、「デマを流し、政権の尖兵（せんぺい）として憎悪扇動を行うこの番組を、決して許してはならない」などという文章を発表[59][60]。放送倫理・番組向上機構（BPO）の放送人権委員会は2018年3月8日、同番組について、名誉棄損の人権侵害が成立するとして、TOKYO-MXに再発防止に努力するよう勧告し、同社社長の伊達寛は2018年7月20日、辛淑玉に直接会い、「番組の放送によって傷つけたことを深く反省する」と謝罪した[61][62][63][64]。辛は名誉を傷つけられたとして番組制作元のDHCテレビジョンらに損害賠償などを求め提訴し、2021年9月1日に東京地方裁判所は同社に550万円の支払いとウェブサイトへの謝罪文の掲載を命じた[65]。2022年6月3日、東京高等裁判所は一審判決を支持し原告、被告側双方の控訴を棄却した[66]。2023年4月26日付で最高裁判所かDHC側の上告を棄却し一、二審判決が確定した[67]。
- 2017年2月14日に日本共産党のニコニコ生放送「生放送! とことん共産党」に出演し、「雇っているのは親北朝鮮の辛淑玉だと。取材していないんです。ネット内のデマの集大成。それを地上波で流したらお墨付きを与えること」、「今、崖っぷちに来ている。かなめになっている共産党に何とかしてほしい、の思いを持っています」、「戦争をしないために政治家がある。共産党はまっとうな政治をやっています」などと発言[68]。
- 2016年9月9日に東京都千代田区の連合会館で行われたのりこえねっと主催の集会で、高江ヘリパッドの反対デモへの参加予定者に対し、「私も一生懸命これから稼ぎます。なぜなら私もう体力ない。私なんて昔の大本営と一緒です。送ったらそのまま知らん顔ってね。あとは勝手にお前はそこで頑張ってこいみたいな。いいんですそれ日本の文化ですから私たちもやりましょう。若い子には死んでもらう。若い子にはお国のために頑張ってもらうというのは稲田朋美も言ってるわけですから。稲田が言うなら私も言おうじゃないかと。爺さん婆さん達は座って泊まって嫌がらせをしてみんな捕まってください。そしたら捕まったらもう刑務所入れませんから。若い子が次頑張ってくれますので。何しろ山城博治はもうボロボロです。山城博治には『病気で死ぬな。米兵に殺されるな。日本の警察に殺されるな。お前が死ぬ時は私が殺してやるから』と言ってますから」などと講義[69]。この模様はのりこえねっとの公式ムービーにおいてもノーカットで配信されている[70]。

安倍晋三について
- 「安倍は謝らない、話をすり替える、居直る、逆ギレする－。DV（家庭内暴力）と一緒ですね」[71]
- 「戦争になって一番最初に殺されるのは私です。戦争をしようとしている今の政権には反対しています」[72]

石原慎太郎批判
元東京都知事・石原慎太郎をたびたび批判している。特に2000年4月9日に、石原が陸上自衛隊練馬駐屯地の創隊記念式典での挨拶の中で、「今日（こんにち）の東京を見ますと、不法入国した多くの三国人・外国人が非常に凶悪な犯罪を繰り返している」といういわゆる「三国人発言」を行った際に、どのような文脈で「三国人」という言葉を用いようとも、この発言は在日コリアンに対する侮辱であり、人種差別であると激しく批判した。この主張のもと石原慎太郎を辞任させるための「石原やめろネットワーク」をはじめとした活動を行っている。ただし1959年に日本政府が発表し、2010年にも再確認された資料によれば、当時の在日朝鮮人総数61万人のうち徴用労務者は245人で、日本に居住している者は「犯罪者を除き、自由意思によって残留したものである」としており、一方、戦後、朝鮮戦争などの戦火から逃れるために、荒廃した朝鮮半島より日本に密航した20万から40万と推定される密航者 がいた。現在の多くの在日韓国・朝鮮人はこれらの子や孫である（詳細は徴用・「強制連行」と渡航、戦後の在日韓国・朝鮮人各節参照）。
その一環として、2003年4月5日、落合恵子、佐高信と連名で『プレ東京都知事選挙』と題するネット投票サイトを開設した。『プレ東京都知事選挙』サイトに石原ら各候補者のプロフィールが書かれていたが、石原についてはきわめて批判的なものだった。このサイトが2ちゃんねるなどで広められたことなどから『祭り』となった。
フェミニズム系の新聞『ふぇみん』2000年4月25日号の編集後記で、「戦争になったら韓国と日本のどちらにつくんだと聞く人がいるけど、戦争が起きたら、在日は真っ先に殺されますよ」と述べた。
帰化（日本国籍取得）申請の際の名義
辛によると、1987年に帰化（日本国籍の取得）を申請をしたが、「辛淑玉（シン・スゴ）の姓名はそのまま戸籍上も使用したいと申し出たところ、法務省の担当審査官から『もっと日本人らしい名前にしてください。』と言われ却下された」と主張している。「当用漢字にも含まれているし、そのまま読み仮名抜きで」（辛、淑、玉いずれも当用漢字）、「『からし よしたま』と、日本語読みならよいか」と尋ねたところ、「改名しないのは『あなたには、よき日本人になろうという意思が感じられない』と担当者から拒絶されたから。」などと主張している。
クルド難民の命を金で買う
2011年4月16日開催の「移民と国境」のセッションで、クルド難民を助けてもらうよう政治家に交渉したが動いてくれなかったために「最後にやったのは政治家のパーティー券を百万単位で買ったことで す。あの時に私は自分のクルドの友達を金で買うと思いました。金でもいいから買おうと思いました。 二百万のパーティー券で救えたのは二人です。金がないと救えません」と発言している。

## 執筆活動

### 単著
- 1995年05月 『韓国・北朝鮮・在日コリアン社会がわかる本』ハローケイエンターテインメント、のちワニ文庫（増訂）: 1998年08月
- 1996年03月 『言わせていただきます。』ハローケイエンターテインメント
- 1998年09月 『女が会社で』マガジンハウス
- 1998年10月 『不愉快な男たち!　私がアタマにきた68のホントの話』講談社
- 1999年09月 『40秒で面接官の心をつかむ法』中経出版
- 2000年02月 『在日コリアンの胸のうち　日本人にも韓国人にもわからない』光文社、ISBN 433400671X
- 2000年06月 『強きを助け、弱きをくじく男たち!』講談社+α文庫
- 2002年05月 『愛と憎しみの韓国語』文春新書
- 2003年05月 『鬼哭啾啾　「楽園」に帰還した私の家族』解放出版社
- 2003年07月 『辛淑玉のアングル』草土文化
- 2003年12月 『辛淑玉の激辛レストラン　上野千鶴子・佐高信・安部譲二・辛淑玉の4兄妹対談』生活情報センター
- 2004年05月 『怒りの方法』岩波新書
- 2004年12月 『となりのピカソ　ピカソたちのメッセージ』（写真・武田直）愛媛新聞社
- 2006年03月 『せっちゃんのごちそう』日本放送出版協会
- 2007年06月 『悪あがきのすすめ』岩波新書
- 2007年07月 『怒らない人』角川oneテーマ21
- 2008年08月 『その手に乗ってはいけない!』 ちいさいなかま社 ひとなる書房 (発売)
- 2010年07月 『辛淑玉的現代にっぽん考　たんこぶ事始』、七つ森書館
- 2010年12月 『辛淑玉的現代にっぽん考　たんこぶ事始〈2〉』、七つ森書館
- 2011年12月 『大人の女の流儀』 PHP研究所
- 2013年08月 『その一言が言えない、このニッポン』 七つ森書館

### 共著・監修
- 1999年05月 『日本人対朝鮮人　決裂か、和解か?』（永六輔共著）光文社
- 1999年11月 『こんな日本大嫌い!　辛淑玉対鈴木邦男』 青谷舎
- 2001年09月 『女に選ばれる男たち　男社会を変える』（安積遊歩共著） 太郎次郎社
- 2002年01月 『ジェンダー・フリーは止まらない!　フェミ・バッシングを超えて』（上野千鶴子共著） 松香堂書店
- 2005年12月 『クイズウルトラ人権100問』（人材育成技術研究所編、監修） 解放出版社
- 2006年04月 『ケンカの作法　批判しなければ、日本は滅ぶ』佐高信共著、角川書店
- 2008年03月 『いじめるな! 弱い者いじめ社会ニッポン』 香山リカ共著　角川oneテーマ21
- 2008年07月 『政治を語る言葉 札幌時計台レッスン』 山口二郎編著 中島岳志,香山リカ,佐藤優共著、七つ森書館
- 2009年06月 『差別と日本人』（野中広務共著） 角川oneテーマ21
- 2012年03月 『放射能時代を生きる3つのアクション』（伴英幸監修） 七つ森書館
- 2013年09月 『〈男文化〉よ、さらば――植民地、戦争、原発を語る』（富山妙子共著） 岩波書店

### 連載
- 週刊金曜日2018年3月23日号より「辛淑玉のどたばたドイツ日記」を連載開始。
- 世界（電子版）に2018年3月から「デルクイ」を連載。

## 出演

### テレビ番組
- 朝まで生テレビ!（テレビ朝日、1987年 - ）
- 真剣10代しゃべり場（NHK、2000年7月8日）
- わたしと弟～在日女性が生きるいま～（毎日放送、2020年3月1日）
  - MBSドキュメンタリー「映像」シリーズ。ナレーター：宮城さつき[80]
  - 第57回『ギャラクシー賞』奨励賞受賞[81]

### ウェブ番組
- デモクラシータイムス（YouTube、不定期）[82]
- のりこえねっとTube（YouTube、不定期）
- Independent Web Journal（YouTube、2014年3月26日）[83]
- 生放送！とことん共産党（YouTube、2017年2月14日）
- 木内みどりの小さなラジオ（YouTube、2019年1月9日）[84]